# João Bernardes da Câmara Madureira Cirne
João Bernardes da Câmara Madureira Cirne (Velas, ? — ?) formado bacharel em Leis pela Universidade de Coimbra em 1821, juiz, foi um dos líderes da implantação do liberalismo nos Açores, com importante atividade política em Angra.

## Biografia
Foi juiz substituto eleito, juiz de fora na ilha Graciosa, corregedor na ilha de São Jorge, delegado do procurador régio na ilha do Pico e Vila Franca do Campo, na ilha de São Miguel. Tomou parte activa no Movimento Liberal. 